# 根本かおる
根本 かおる（ねもと かおる、1963年〈昭和38年〉- ）は、日本のジャーナリスト、国際連合職員。東京国際連合広報センター所長。旧姓・曽根（そね）。
1986年、テレビ朝日に入社、アナウンサー・記者を務める。1996年、退職し国連難民高等弁務官（UNHCR）事務所に15年間勤務。2012年にフリージャーナリストとして活動後、東京国際連合広報センター所長を務める。

## 経歴
小学3年生から4年間、父の仕事の関係でドイツ・ハンブルクで生活する。兵庫県立神戸高等学校、東京大学法学部卒業後、1986年にテレビ朝日へ入社。大学在学中の84年7月から9月まで、文化放送「ミスDJリクエストパレード」でDJを担当した。アナウンス部で3年間勤務後、女性社員で初の報道局政経部記者となる。
1994年に休職し、フルブライト奨学生として米国のコロンビア大学国際公共政策大学院に留学。国際関係論を学び、国際関係論修士号取得。留学中にUNCHRインターンとしてネパールのブータン難民キャンプへ。大学院修了後の1996年に退社、国連難民高等弁務官（UNHCR）事務所に勤務すると、トルコ、ブルンジ、コソボ、ジュネーブ本部を経て国連世界食糧計画に出向後、2006年2月よりUNHCRネパール・ダマク事務所長。国連UNHCR協会事務局長（2007年6月 - 2009年）の後、UNHCRジュネーブ本部民間資金調達部副部長に転じる。
2011年にUNHCRを退職し、フリージャーナリストとして活動の翌2013年8月29日付にて東京の国連広報センター所長に就任した。
2021年度（令和3年度）「日本ＰＲ大賞 パーソン・オブ・ザ・イヤー」受賞。

## 出演番組

### 学生時代
- ミスDJリクエストパレード （出演者）

### テレビ朝日アナウンサー
| 期間       | 期間      | 番組名               | 役職                   |
| ---------- | --------- | -------------------- | ---------------------- |
| 1987年10月 | 1988年3月 | ANNニュースライナー  | 週末担当キャスター     |
| 1987年10月 | 1989年9月 | ANNニュース&スポーツ | ニュース担当キャスター |
| 1991年4月  | 1994年    | ステーションEYE      | 平日レポーター         |

## 著書
- 『ブータン 「幸福な国」の不都合な真実』（2012年、河出書房新社）
- 『ふるさとをさがして 難民のきもち、寄り添うきもち』（2012年、学研教育出版）
- 『日本と出会った難民たち 生き抜くチカラ、支えるチカラ』（2013年、英治出版）
- 『難民鎖国ニッポンのゆくえ : 日本で生きる難民と支える人々の姿を追って』、ポプラ社〈ポプラ新書127〉、2017年、NCID BB23710516。

共著
- 原麻里子 ・柴山哲也 （編）『公共放送BBCの研究』（2011年、ミネルヴァ書房）
- 猪木武徳 、近藤正晃ジェームス 、瀬谷ルミ子 （編）『世界を拓くリーダーたちへ』（2015年、アイハウスプレス〈国際文化会館新渡戸国際塾講義録4〉）
- 江川雅子、東京大学教養学部教養教育高度化機構、渋谷健司、田瀬和夫ほか「世界で働くプロフェッショナルが語る東大のグローバル人材講義」、東京大学出版会、2014年、NCID BB16239457

コラム
- 日向俊一、村田俊一「鼎談 『命をかける』仕事が、ここにある (特集 国際機関で働こう!)」『外交フォーラム』第22巻第4号（都市出版、2009年4月、p.54-61、NAID 40016556151）
- 『根本かおるの社会派映画案内 スクリーンの向こうに故郷が見える 』（2012 - 2013年、英治出版）
- 「ジェンダー平等へ自分なりのアクションを (特集 女性活躍のアクセルを踏む)」『公明』第142号（公明党機関紙委員会、2017年10月、p.14-19、NAID 40021330954）
- 「より良い復興(Build Back Better)」へと導くSDGs (特集 ウィズコロナとSDGs)『J-LIS = ジェイリス : 地方自治情報誌』第7巻第5号（地方公共団体情報システム機構、2020年8月、p.23-27、NAID 40022322166）

## 同期アナウンサー
- 木下智佳子（テレビ朝日福祉文化事業団）
- 雪野智世（退社）
- 松井康真（同上）

## 関連資料
- 長有紀枝「Talk Cafe 長有紀枝のキャリアの話を聞こう(1)国際連合広報センター所長 根本かおる マイノリティの視点から世界を捉え直す」『外交 = Diplomacy』第32巻（外務省、2015年7月、p.138-141、NAID 40020548953）